# Heßheim
Heßheim est une municipalité et chef-lieu de la Verbandsgemeinde Heßheim, dans l'arrondissement de Rhin-Palatinat, en Rhénanie-Palatinat, dans l'ouest de l'Allemagne. La ville est située à 4 km de Frankenthal.